# Ion Moldovan
Ion Moldovan (n. 3 septembrie 1954, Constanța) este un fost fotbalist și un antrenor român de fotbal. Debutând ca jucător la Farul, Ion Moldovan s-a consacrat la Dinamo, făcând apoi carieră și în meseria de antrenor. Echipele asupra cărora și-a pus amprenta în mod deosebit au fost Oțelul Galați, FC Argeș și naționala de tineret a României.